# Guifi.net
 (avril 2013).

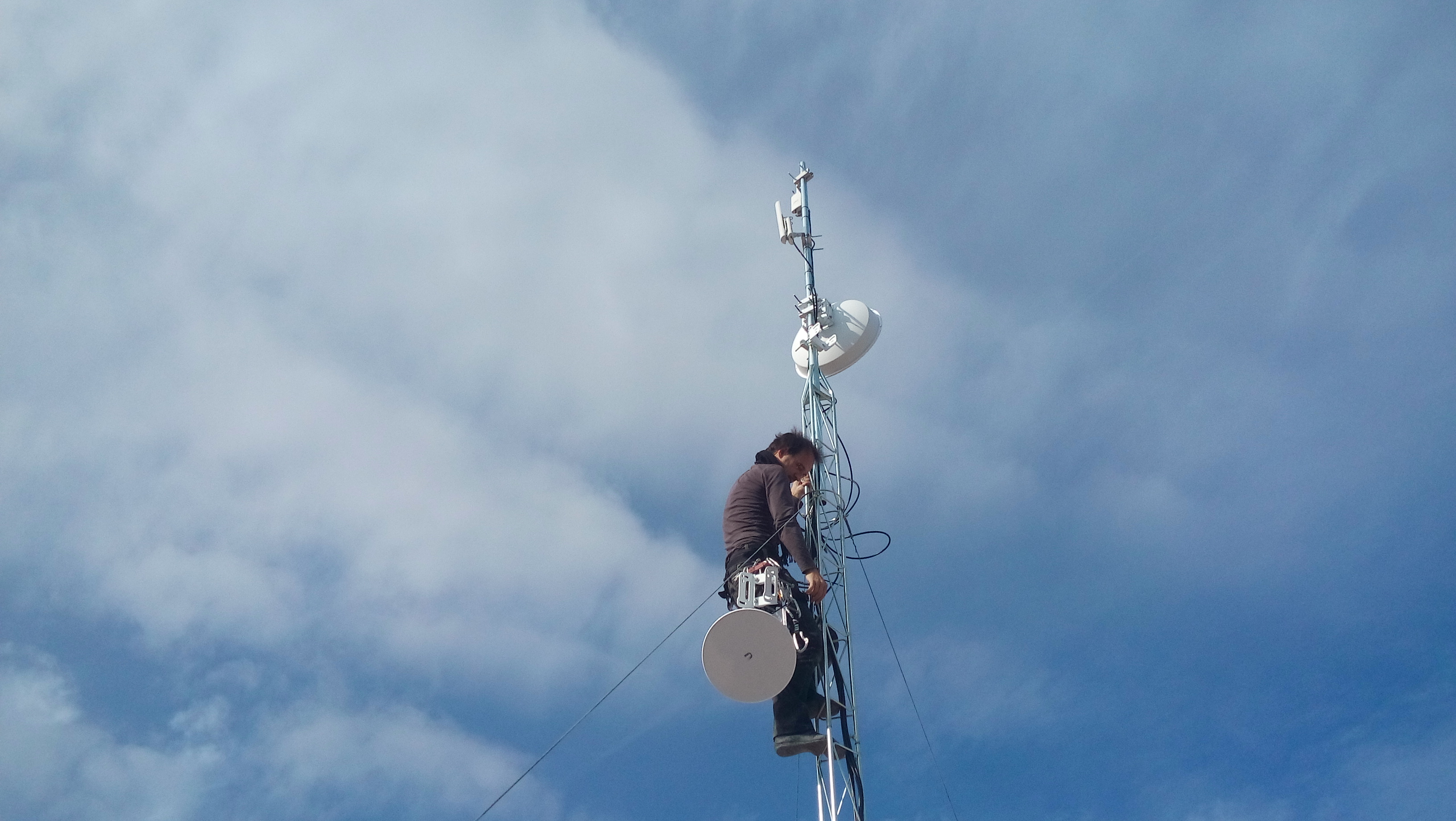
Installation d'une «supernode» du réseau de guifi.net à Tarragone

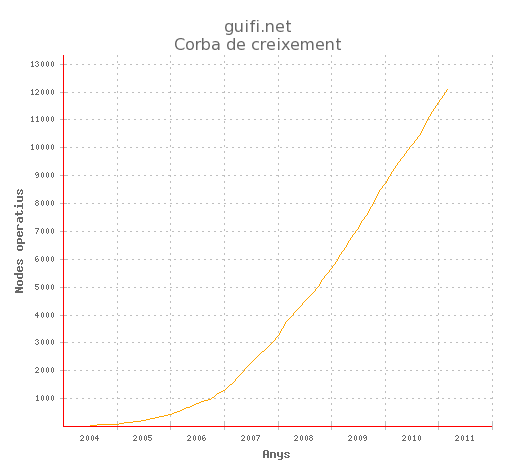
Évolution du nombre de nœuds dans le réseau guifi.net par an au 15 mars 2011

guifi.net est un réseau de télécommunications communautaire, se disant libre, ouvert et neutre, principalement sans-fil. Le réseau comprend plus de 31 302 nœuds, dont plus de 20 130 sont opérationnels, et environ 36 465 km de liens sans-fil.
La partie réseau sans fil utilise le protocole et logiciel Cjdns.
La majorité des nœuds se trouve en Catalogne et dans la région de Valence, en Espagne, mais le réseau s'agrandit vers d'autres parties du monde.
guifi.net prétend être le plus grand réseau communautaire sans-fil au monde.

## Historique
Le réseau guifi.net est porté par la fondation guifi.net qui est enregistrée en tant qu'opérateur auprès de la Commission du marché des télécommunications (CMT) depuis avril 2009.
En août 2009 a démarré le 1er déploiement de fibre optique FFTF (Fiber From The Farms), 
une initiative de connexion large bande d'une longueur d'environ 2 km et reliant une douzaine de fermes et d'habitations de la ville de Gurb[réf. nécessaire].
Depuis le début de 2011, guifi.net est connecté au Catalonia Neutral Internet Exchange Point (CATNIX),
qui échange des données avec d'autres opérateurs de télécommunications internationaux comme Cogent Communications et 
Hurricane Electric. Cette connexion Internet est utilisée par plusieurs associations qui offrent à leurs membres un accès Internet à tarif réduit et haut-débit, que ne proposent pas les opérateurs traditionnels.

## Structure du réseau
Le réseau est auto-organisé et opéré par les utilisateurs avec des liens sans-fil sans licence et avec des liens optiques ouverts.
Les nœuds du réseau sont créés par des individus, des entreprises et des administrations qui souhaitent se connecter librement à un véritable réseau de télécommunications ouvert et étendre le réseau.
Le principe d'opération est basé sur la Wireless Commons License (en),.